# Petrarca-Preis
Der Petrarca-Preis war ein nach Francesco Petrarca benannter, von Hubert Burda gestifteter internationaler Literaturpreis, der von 1975 bis 1995 und von 2010 bis 2014 an zeitgenössische Dichter und Übersetzer vergeben wurde. Als Nachfolger wurde von 1999 bis 2009 der Hermann-Lenz-Preis verliehen. Von 1987 bis 1995 gab es zusätzlich den Petrarca-Übersetzerpreis für literarische Übersetzungen.
In der ersten Jury saßen 1975 u. a. Bazon Brock, Nicolas Born, Peter Handke und Michael Krüger, ab 2010 waren Peter Handke, Michael Krüger, Alfred Kolleritsch und Peter Hamm die Jurymitglieder. Die Dotierung betrug 20.000 Euro, die auf mehrere Preisträger aufgeteilt werden konnte.

## Preisträger
- 1975: Rolf Dieter Brinkmann
- 1976: Sarah Kirsch und: Ernst Meister
- 1977: (Herbert Achternbusch, vom Künstler wurde der Preis abgelehnt)
- 1978: Alfred Kolleritsch
- 1979: Zbigniew Herbert
- 1980: Ludwig Hohl
- 1981: Tomas Tranströmer
- 1982: Ilse Aichinger
- 1983: Gerhard Meier
- 1984: Gustav Januš
- 1987: Hermann Lenz
- 1988: Philippe Jaccottet
- 1989: Jan Skácel
- 1990: Paul Wühr
- 1991: John Berger
- 1992: Michael Hamburger
- 1993: Gennadij Ajgi
- 1994: Helmut Färber
- 1995: Les Murray
- 2010: Pierre Michon und: Erri De Luca
- 2011: John Burnside und: Florjan Lipuš
- 2012: Kito Lorenc und: Miodrag Pavlović
- 2013: Adonis und: Robin Robertson
- 2014: Franz Mon und: Tomas Venclova[1]

## Preisträger Petrarca-Übersetzerpreis
- 1987: Hanno Helbling
- 1988: Georg Rudolf Lind
- 1989: Felix Philipp Ingold
- 1990: Fabjan Hafner
- 1991: Ilma Rakusa
- 1993: Hanns Grössel
- 1994: Elisabeth Edl und: Wolfgang Matz
- 1995: Verena Reichel